# Ingrid Pramling Samuelsson

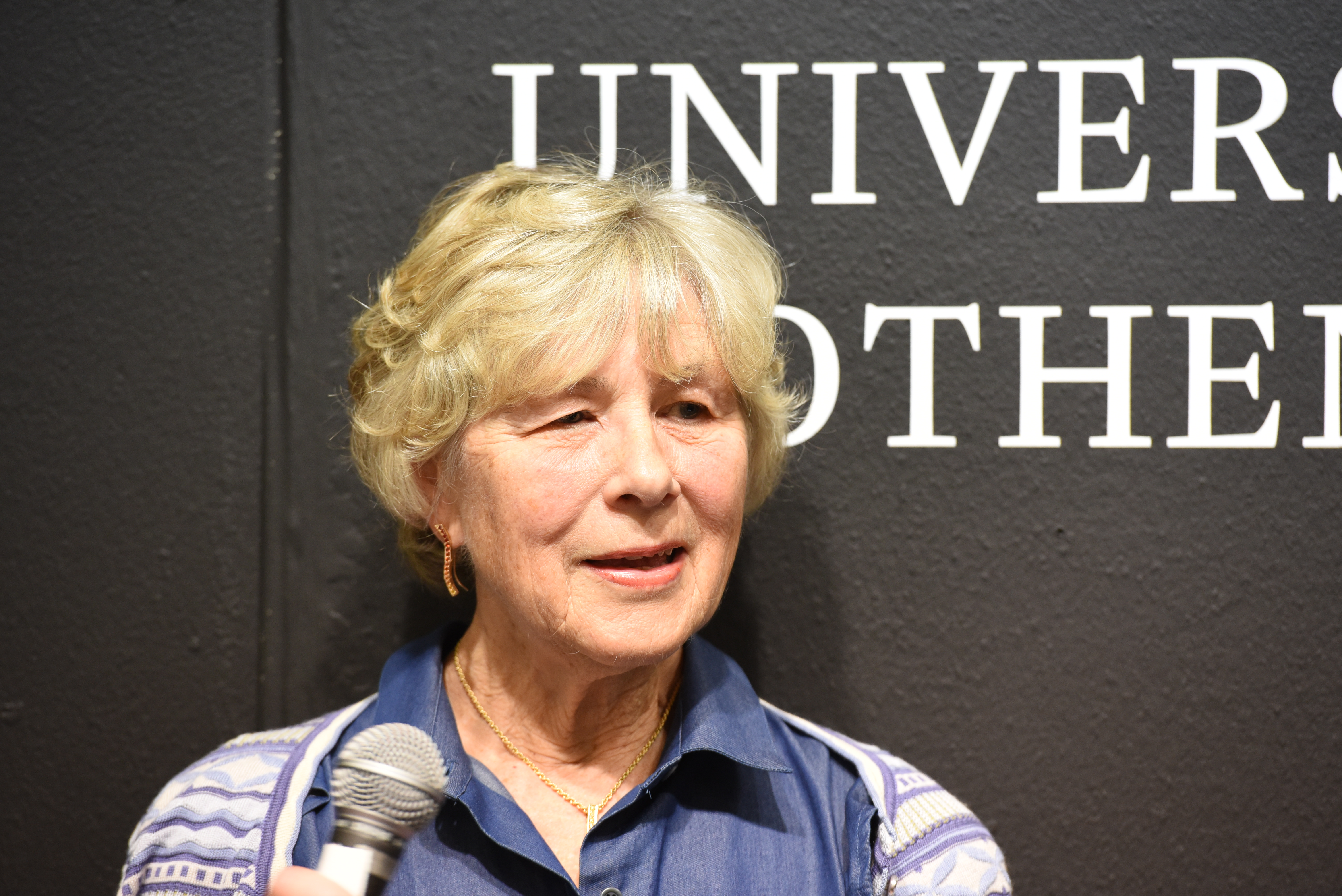
Ingrid Pramling Samuelsson auf der Buchmesse Göteborg 2022

Ingrid Marianne Pramling Samuelsson (* 5. Oktober 1946) ist eine schwedische Wissenschaftlerin, die an der Universität Göteborg Frühpädagogik lehrt und erforscht.
Die gelernte Erzieherin besetzte 1996 den ersten Lehrstuhl für Frühpädagogik in Schweden.
Ihre Forschungsschwerpunkte liegen auf der Bedeutungskonstruktion und Sinnstiftung junger Kinder und in der Ausbildung von Frühpädagogen.
Ingrid Pramling Samuelsson berät u. a. das schwedische Bildungsministerium und die schwedische Bildungsagentur und wurde vielfach ausgezeichnet. Sie ist Präsidentin der OMEP (Organisation Mondiale pour l’Éducation Préscolaire) und hat einen UNESCO-Lehrstuhl für Frühkindliche Bildung und Erziehung und nachhaltige Entwicklung an der Universität Göteborg.
Sie erhielt die Ehrendoktorwürde der finnischen Åbo Akademi und den schwedischen Fridtjuv-Berg-Award.
Ingrid Pramling Samuelsson gilt als Begründerin des phänomenografischen Ansatzes in der Frühpädagogik und der Entwicklungspädagogik (gemeinsam mit Maj Asplund Carlsson).